# Рогізно (Стрийський район)
Рогізно — село в Україні, в Стрийському районі Львівської області. Населення становить 703 особи. Орган місцевого самоврядування — Жидачівська міська рада..

## Назва
Назва цього населеного пункту, спираючись на історичні дослідження та давні легенди, походить від болотяної рослини-рогозу.[джерело?]

## Географія
Село Рогізно розпростерте по правому березі Дністра, нижче устя річки Стрия, за 7 км на південний схід від Жидачева.
Село славиться великою кількістю маленьких природних водойм навкруг села. Ряд маленьких озерець внаслідок колись проведених меліоративно-осушувальних робіт та іншої господарської діяльності людей повисихали або заросли тим же рогозом-очеретом. Збереглися найбільші, як от Княже, Середнє, Передківка, Кривуля, а також озеро Святе[джерело?].

## Історія
Перша відома письмова згадка — 20 жовтня 1387 року; Король Русі Владислав II Ягайло своєю грамотою, виданою в Городку, подарував село костелу в Жидачеві.
Статистичні дані: Загальна площа 796 га, з того орної землі — 306 га. Двірська вл.: 170,8 га; сільська вл.: 574,56 га. Число домів: 1931 р. — 148. Населення: 1880 р. — 356 гр.-кат., 8 лат. У 1909 р. — 465 гр.-кат., З лат. і 3 мойс.; в 1914 р. — 651 гр.-кат., 4 лат. і 8 мойс.; в 1924 р. — 601 гр.-кат., 5 лат.; в 1935 р. — 780 гр.-кат., 11 лат. і 5 мойс.[джерело?]
Школа в Рогізні від XIX ст., філіяльна; в 1909 р. 1-кл. з українською мовою навчання, українських дітей 126; в 1914 р. 1 кл. з двома вчителями (один лат. обряду), з українською мовою навчання, українських дітей — 101, лат. — 2; 1924 р. — дітей гр.-кат. — 130, лат. — 2; 1935 р. 2-кл., утраквістична, дітей 131.[джерело?]
Церква Успення Пресвятої Богородиці, дерев'яна, згоріла в 1915 р. під час воєнних дій Першої світової війни. Нова збудована в 1917 р. Завідував парох Бережниці Королівської. Вільне надання.
Товариства: Братство Найсвятіших Тайн — 133 чл. (1935 р.). Із світських товариств: в 1914 р. читальня ім. Качковського і церковна крамниця.
На 01.01.1939 в селі проживало 840 мешканців, з них 825 українців-грекокатоликів, 20 українців-римокатоликів, 5 євреїв.

## Населення

### Мова
Розподіл населення за рідною мовою за даними перепису 2001 року:
| Мова       | Кількість | Відсоток |
| ---------- | --------- | -------- |
| українська | 701       | 99.72%   |
| російська  | 1         | 0.14%    |
| білоруська | 1         | 0.14%    |
| Усього     | 703       | 100%     |

## Політика

### Парламентські вибори, 2019
На позачергових парламентських виборах 2019 року у селі функціонувала окрема виборча дільниця № 460367, розташована у приміщенні школи.
Результати
- зареєстровано 477 виборців, явка 55,77%, найбільше голосів віддано за «Слугу народу» — 23,68%, за «Голос» — 15,41%, за Всеукраїнське об'єднання «Батьківщина» — 15,04%.[6] В одномандатному окрузі найбільше голосів отримав Андрій Кіт (самовисування) — 40,98%, за Олега Канівця (Громадянська позиція) — 15,79%, за Володимира Наконечного (Слуга народу) — 12,03%[7].